# Talassia transiliensis
Talassia transiliensis là một loài thực vật có hoa trong họ Hoa tán. Loài này được (Regel & Herder) S.P. Korovin miêu tả khoa học đầu tiên năm 1963.